# Lago Cocibolca
El lago Cocibolca (del náhuatl: Koapolkan) o Gran Lago de Nicaragua es un lago de agua dulce situado en Nicaragua. Tiene una extensión de 8264 km², siendo el mayor de América Central. Tiene en su interior más de 400 isletas, tres islas y dos volcanes, también es el único lugar que alberga tiburones de agua dulce. También se le conoce como «La Mar Dulce», como le llamaban los conquistadores españoles.

## Toponimia
Su nombre es de origen náhuatl y existen diversas teorías sobre lo que significa, recopiladas por el científico nicaragüense Jaime Incer Barquero:

- ... según Valle deriva de acotzilli-poloa-can, «lugar donde se destruyen los camaroncitos».
- Dr. Alejandro Dávila Bolaños coatl-pol-can, «lugar de la Gran Serpiente»; o quauh-zapotl-can, «lugar de los árboles de zapote».
- Según Carlos Mántica coatl-pol-can, «lugar donde está el más grande de los (lagos) gemelos». Pensando que los gemelos míticos eran Xólotl (de donde se derivó Xolotlán) y Quetzalcoatl, no es raro aventurar que el lago Cocibolca estaba consagrado a este último y que el vocablo no sea sino una corrupción del nombre de esa última deidad tolteca.

Toponimias indígenas de Nicaragua, de Jaime Incer Barquero.

Los españoles lo llamaron «mar dulce» debido a que al ser descubierto por el conquistador español Gil González Dávila parecía no tener fin y poseer un oleaje como el del mar pero su caballo tomó agua del lago dando origen a la expresión. Otros nombres que se le ha dado son lago de Nicaragua, Gran Lago, Gran Lago Dulce, o lago de Granada.

## Descripción

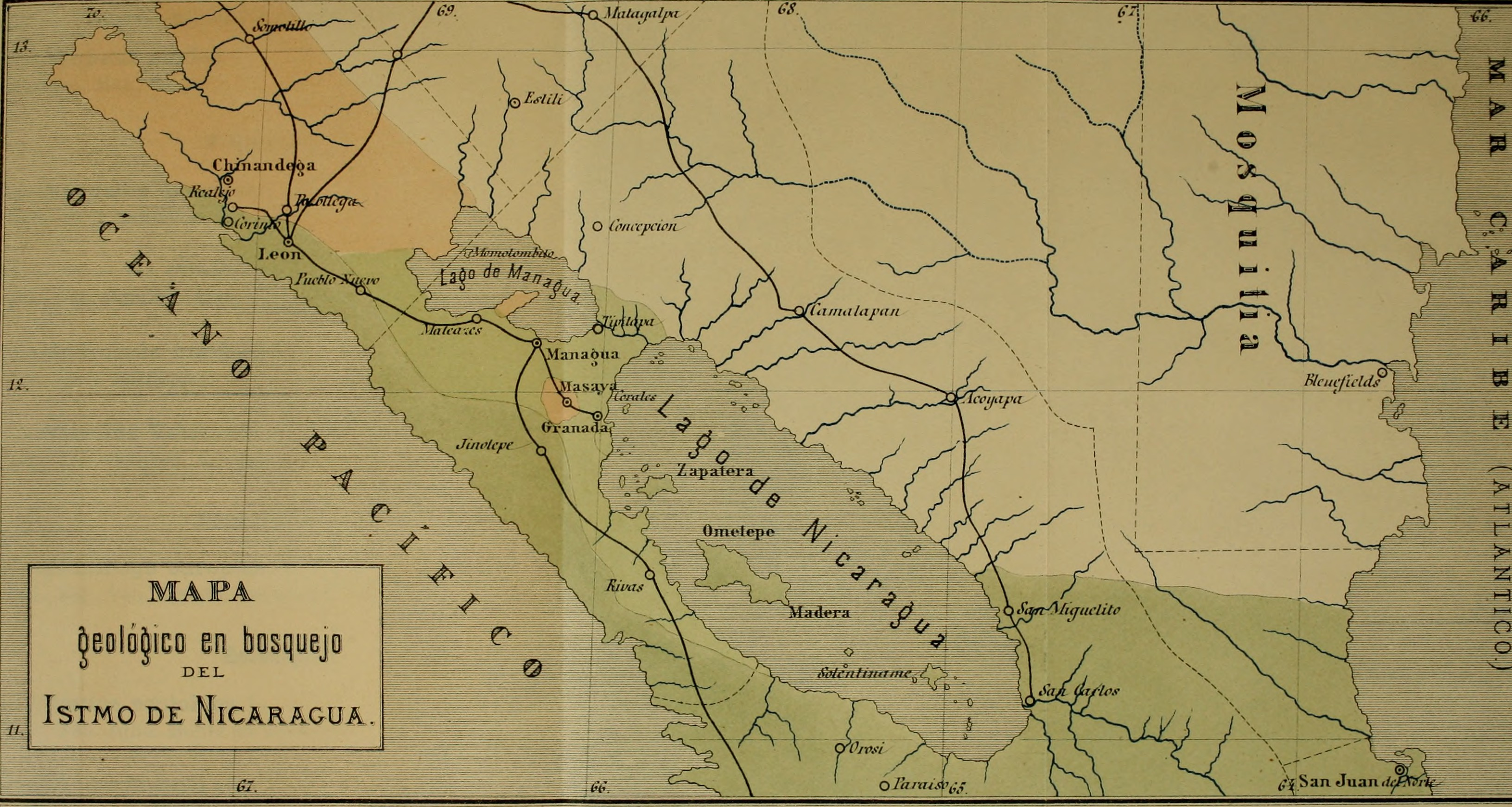
Mapa de 1882 donde se ve el lago Cocibolca (lago de Nicaragua) y el lago Xolotlán (lago de Managua).

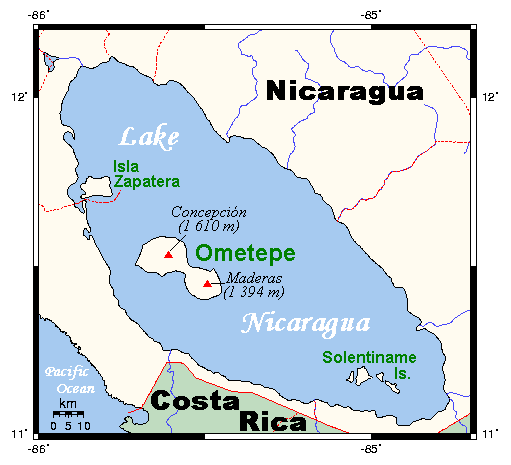
Mapa del lago Cocibolca (Lake Nicaragua en la imagen).

Por su extensión es el tercer lago de mayor tamaño de América Latina después del lago de Maracaibo en Venezuela, y del lago Titicaca (de tamaño parecido) que se extiende entre Bolivia y Perú. Es el lago más grande en América Central, el noveno más grande en América, y el 25.º del mundo.
Es el único lago del mundo que alberga especies marinas como tiburones y peces sierra. El río San Juan le sirve como desaguadero conectándolo con el mar Caribe, y el río Tipitapa lo conecta con el lago de Managua o Xolotlán. La ciudad de Granada y el volcán Mombacho se encuentran en la orilla noroccidental del lago. Aunque la ciudad de Granada y el propio lago están más cercanos al océano Pacífico, el drenar mediante el río San Juan hacia el Mar Caribe hace que Granada sea históricamente una ciudad con fuertes vínculos atlánticos. 
El lago alberga dos islas grandes que son la isla Ometepe y la isla de Zapatera. Contiene además más de cuatrocientas isletas. Las isletas son conocidas como las Isletas de Granada y también el archipiélago de Solentiname. La isla de Ometepe es la segunda isla volcánica más grande del mundo en un lago de agua dulce, sólo superada en tamaño por la isla Manitoulin en el lago Hurón). En la isla se encuentran dos volcanes, el volcán Concepción y el volcán Maderas. El volcán Concepción es un volcán activo. El volcán Maderas alberga una enorme variedad de flora y fauna.
Hay cinco departamentos de Nicaragua que tienen costa en el lago Granada, Rivas, Río San Juan, Chontales y Boaco.

## Geología
El Lago Nicaragua es el lago más grande de Centroamérica y el 19.º lago de agua dulce más grande del mundo. La cuenca del lago fue creada por una combinación de erupciones volcánicas y hundimientos de tierra durante millones de años. El Lago Nicaragua, es una notable característica geológica en América Central. 
- Formación Geológica

La cuenca que ahora contiene el Lago Nicaragua comenzó a formarse hace aproximadamente 1.2 a 1.5 millones de años durante el período Plioceno. Fue principalmente configurada por procesos de actividad volcánica y movimientos tectónicos subsiguientes. La región alrededor del lago forma parte del Arco Volcánico de América Central, una cadena de volcanes que se extiende desde Guatemala hasta Panamá.
- Influencia Volcánica

La cuenca del lago se creó mediante una combinación de erupciones volcánicas y el posterior colapso de los edificios volcánicos. El material volcánico, incluyendo flujos de lava, ceniza y depósitos piroclásticos, contribuyó a la formación de las colinas y montañas circundantes que hoy en día rodean el lago.
- Actividad Tectónica

El movimiento de placas tectónicas en la región, específicamente la interacción entre la Placa del Caribe y la Placa de Cocos, jugó un papel significativo en la formación del Lago Nicaragua. La subducción de la Placa de Cocos bajo la Placa del Caribe ha provocado actividad volcánica a lo largo de la costa del Pacífico de Nicaragua y ha contribuido a la inestabilidad geológica en la zona.
- Subsidencia y Acumulación de Agua

Con el tiempo, la actividad volcánica creó depresiones que finalmente se llenaron de agua por las lluvias y los ríos, formando grandes lagos de agua dulce como el Lago Nicaragua. El tamaño y la profundidad actuales del lago son resultado de estos procesos geológicos, con una profundidad máxima de aproximadamente 26 metros y una profundidad promedio de alrededor de 14 metros.
Una de las características notables del Lago Nicaragua es su conexión con el Mar Caribe a través del Río San Juan, que fluye hacia el este desde el extremo sureste del lago. Este río sirve como un desagüe natural para el lago y ha sido históricamente significativo para la navegación y el comercio.

## Flora y fauna

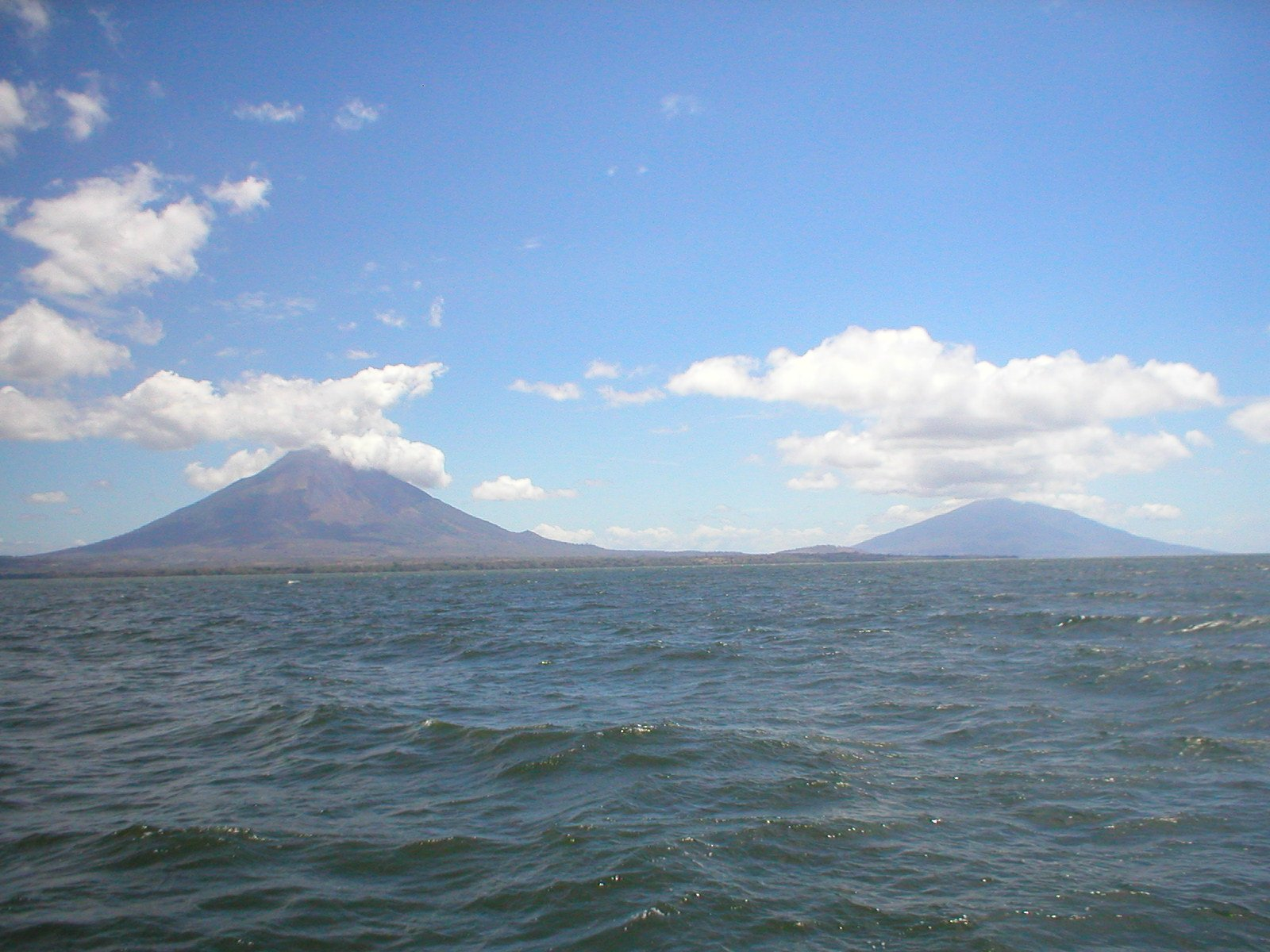
Vista del lago Cocibolca

Es el único lago del mundo donde hay tiburones que se han adaptado a un ecosistema de agua dulce. Los tiburones entran y salen a través del río San Juan. Inicialmente se pensaba que se trataba de una rara especie que solo habitaba en ese lugar. Entonces corría el año de 1877 y el hallazgo fue tan sorprendente que el gobierno del país centroamericano emitió una edición especial de estampillas con la imagen del animal como un símbolo de identidad nacional. La teoría se mantuvo vigente durante un siglo, hasta que en 1976 unos investigadores encontraron que en realidad allí habitaba una especie común en aguas tropicales y subtropicales, llamada Carcharhinus leucas o tiburón toro. Como evidencia de estos movimientos, los tiburones toros marcados dentro del lago han sido capturados más tarde en el océano abierto (zona pelágica) (y viceversa), y algunos tardan tan poco como 7-11 días en completar el viaje.
Otra especie de pez de gran tamaño que se encuentra en el lago es el sábalo real o tarpón (Megalops atlanticus).
Viven en el lago numerosas otras especies de peces, incluyendo al menos 16 especies de cíclidos (Cichlidae) que son endémicas de la región general. Ninguna de ellas es estrictamente endémica del lago Nicaragua, aunque el Amphilophus labiatus es nativo solo del lago de Nicaragua y lago de Managua. Un cíclido no nativo, la tilapia, se utiliza ampliamente en acuicultura dentro del lago. Debido a la gran cantidad de residuos que producen, y al riesgo de introducir enfermedades parasitaria  para las que las especies de peces nativos no tienen inmunidad, son potencialmente una amenaza grave para el ecosistema del lago.

## Historia
Las costas del Lago Nicaragua han sido habitadas durante miles de años. Evidencias arqueológicas sugieren que pueblos indígenas, incluyendo diversas tribus de las culturas Chorotega, Náhuatl y Nicarao, vivían alrededor del lago y utilizaban sus recursos.
Con la llegada de los exploradores españoles a principios del siglo XVI, el Lago Nicaragua se convirtió en un punto crucial en la colonización de la región. Los españoles inicialmente creían que el lago formaba parte de una vía acuática que podría proporcionar un atajo entre el Océano Atlántico y el Pacífico, precursor del Canal de Panamá siglos después.
Durante los siglos XVII y XVIII, el Lago Nicaragua fue afectado por la piratería. Piratas como Henry Morgan utilizaron el Río San Juan, que fluye desde el lago hasta el Mar Caribe, para atacar asentamientos españoles y saquear tesoros. Esta era de piratería contribuyó a la importancia histórica del lago en la historia marítima y colonial.
En los siglos XIX y XX, el Lago Nicaragua jugó un papel en el desarrollo económico y el transporte de Nicaragua. Barcos de vapor navegaban por sus aguas, conectando las ciudades de Granada y San Carlos y facilitando el comercio en la región.
Por su cercanía con el océano pacífico, separado solo por el istmo de Rivas con 100 km aproximadamente, y por su conexión con el océano atlántico por el Rio San Juan, el lago de Nicaragua ha sido visualizado como un punto de tránsito entre el pacífico y el atlántico mediante un canal interoceánico. Esta idea fue propuesta desde tiempos de la colonia española y la idea continuó vigente en el siglo XX por parte del gobierno de los Estados Unidos. Recientemente se ha propuesto la construcción de un canal interoceánico donde el gran lago de Nicaragua sigue siendo propuesto como parte de esta ruta de tránsito entre los océanos pacífico y atlántico, sin embargo estudios ambientales han mostrado que el gran lago de Nicaragua no tiene la suficiente profundidad para permitir el tránsito de grandes buques de carga por lo que se ha propuesto dragar el lago.

## Ecología

Comparación del tamaño de un tiburón toro (Carcharhinus leucas) y un buceador.

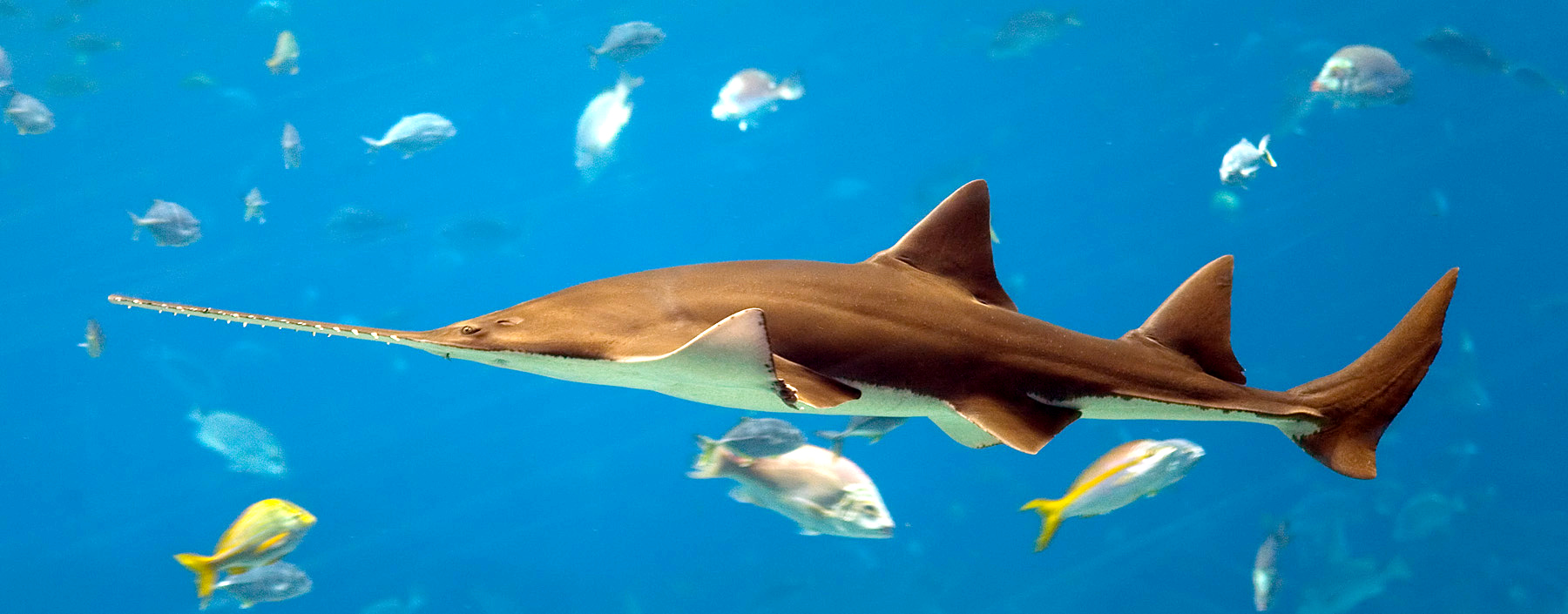
Un pez sierra (Pristiformes).

El lago Cocibolca es la mayor fuente de agua dulce de Nicaragua. 
El lago Cocibolca tiene grandes olas impulsadas por los vientos orientales que soplan al oeste hasta el Océano Pacífico. El lago tiene una reputación de fuertes tormentas periódicas.
En los últimos 37 años se ha expresado una gran preocupación por el estado ecológico del lago Nicaragua. En 1981, el Ministerio de Medio Ambiente y Recursos Naturales de Nicaragua (MARENA) realizó un estudio de evaluación ambiental y encontró que la mitad de las fuentes de agua muestreadas estaban gravemente contaminadas por el alcantarillado. Se comprobó que se estaban liberando al lago Nicaragua 32 toneladas de aguas residuales brutas diariamente. La industria situada a lo largo de la costa del lago había estado vertiendo efluentes durante un largo período de tiempo. La empresa Pennwalt Chemical Corporation se encontró que era el mayor contaminador. La situación económica de Nicaragua ha obstaculizado la construcción de instalaciones de tratamiento en todo el país.
La peor sequía del país en 32 años afectó al lago en 2014; el gobierno de Nicaragua recomendó a los ciudadanos cultivar y consumir iguanas más que pollos para reducir el consumo de agua. Además, los planes para el posible futuro canal de Nicaragua a través del lago podrían conducir a la entrada de agua salada y otras contaminaciones durante la construcción y operación del canal.

## Mitología
Según la leyenda, las islas de Ometepe y Zapatera así como el lago de Nicaragua surgieron de una trágica historia de amor: el respetado Nagrando se enamoró de la hermosa hija del jefe de una tribu vecina llamada Ometeptl. Sin embargo, ambas tribus indias estaban divididas por reclamos territoriales y cuestiones de poder. Según la ley de los antepasados, el amor entre tribus enemigas estaba prohibido. La pareja pronto tuvo que huir de sus pueblos de origen y esconderse en un valle. Sin embargo, como su amor no se mantuvo en secreto, fueron perseguidos por los miembros de su tribu. Finalmente, ante la desesperación, ambos decidieron suicidarse y abrieron sus muñecas. Ometeptl cayó de espaldas, Nagrando se tambaleó unos pasos más y también cayó. La sangre de ambos llenó el valle y cubrió sus cuerpos: el actual Lago de Nicaragua. Del cuerpo de Ometeptl sólo sus pechos sobresalen del nivel del agua, los actuales volcanes Concepción y Maderas. Del cuerpo de Nagrando sólo se ven, a cierta distancia, las puntas de la isla de Zapatera.